# Tancredi battezza Clorinda
Tancredi battezza Clorinda è un dipinto a olio su tela (168x115 cm) realizzato nel 1585 circa da Domenico Tintoretto.
La tela faceva parte delle Collezioni Gonzaga di Palazzo Ducale a Mantova ed è conservato nella Museum of Fine Arts di Houston.